# Larodde
Larodde ist eine französische Gemeinde mit 290 Einwohnern (Stand 1. Januar 2022) in der Region Auvergne-Rhône-Alpes im Département Puy-de-Dôme. Sie gehört zum Kanton Le Sancy im Arrondissement Issoire.

## Geographie
An der nördlichen Gemeindegrenze verläuft der Fluss Burande und mündet in die Dordogne, die die Gemeinde im Westen begrenzt. Die Gemeinde umfasst 23,04 Quadratkilometer auf 520 bis 868 Meter Meereshöhe.

## Sehenswürdigkeiten

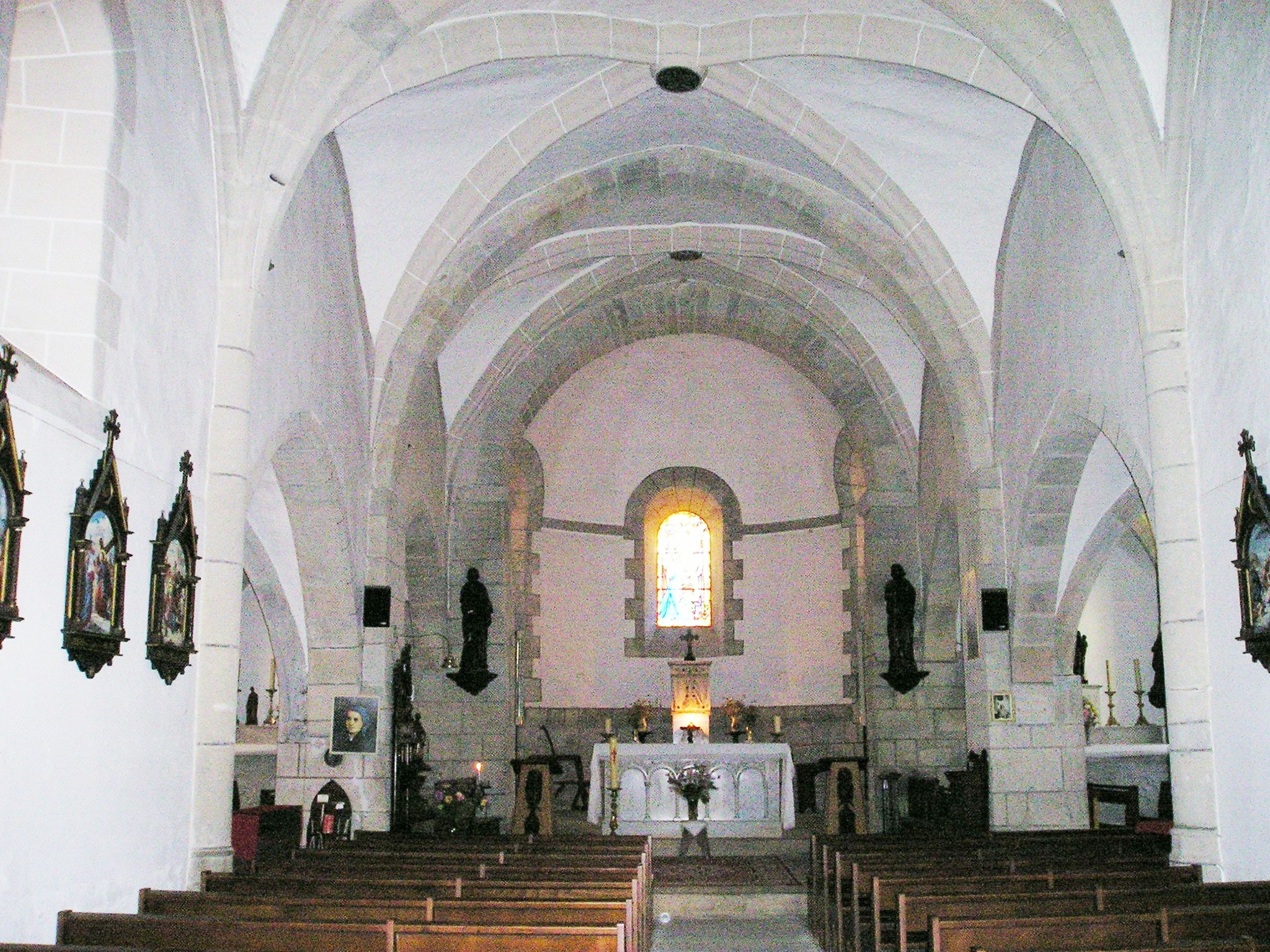
Kirche Saint-Martin, Innenansicht

- Pfarrkirche Saint-Martin mit romanischem Chor (12. Jahrhundert) und gotischem Langhaus des 14./15. Jahrhunderts; Turmaufsatz aus dem 19. Jahrhundert, Unterbau mittelalterlich; Ausstattung neugotisch
- „Four à pain“ (Backhaus), 19. Jahrhundert
- Felsen „La Roche Mandrin“
- Steinkreuze des 19./20. Jahrhunderts

## Sport
Im Jahr 2024 führte die Tour de France auf der 11. Etappe durch Larodde. Auf der D73 wurde mit der Côte de Larodde (803 m) eine Bergwertung der 3. Kategorie abgenommen. Diese wies auf einer Länge von 3,8 Kilometern eine durchschnittliche Steigung von 6 % auf. Die Bergwertung gewann der Ecuadorianer Richard Carapaz.

## Sonstiges
In Larodde ist eine nationale und internationale Akkordeon-Schule mit Meisterkursen angesiedelt, die CNIMA (Centre National et International de la Musique et l’Accordeon).